# 東京ヴェルディ1969
東京ヴェルディ1969（とうきょうヴェルディ1969、英: Tokyo Verdy 1969）は、日本の東京都をホームタウンとする、日本プロサッカーリーグ（Jリーグ）に加盟するプロサッカークラブ。Jリーグ創設当初からのチーム、オリジナル10の1つであり、Jリーグ・Jリーグ杯初代王者（※異なる呼称の詳細は名称・呼称を参照）。

## 概要
1969年創部、日本サッカーリーグ（JSL）で活動していた読売サッカークラブが前身。
クラブ名の「ヴェルディ」は、ポルトガル語の「Verde」（緑の意味）の造語であり、1992年3月16日に発表された。エンブレムに描かれている生物は始祖鳥。マスコットキャラクターはコンドルをモチーフにしたヴェルディくんと、始祖鳥をモチーフにしたリヴェルン。
運営会社商号（会社名）は東京ヴェルディ株式会社（1998年までは株式会社読売日本サッカークラブ、1998年から2009年10月20日までは株式会社日本テレビフットボールクラブ、2017年9月までは東京ヴェルディ1969フットボールクラブ株式会社の商号）。
ホームスタジアムは味の素スタジアム、クラブハウス・練習場は東京都稲城市に位置するよみうりランド敷地内にあるヴェルディグラウンド。トップチームとアカデミーが一緒に使用している（詳細はスタジアム・練習場を参照）。

## 名称・呼称
チーム名（正式名称）は、創部から1991年までは「読売サッカークラブ」、1999年1月31日までは「読売日本サッカークラブ」、同年2月1日より2009年10月20日までは「FCニッポン」、2009年10月21日以降は現名称の「東京ヴェルディ1969」となっている。
呼称は、日本サッカーリーグ時代は読売クラブ。日本サッカーリーグ時代までは東京都サッカー協会に加盟していたが、Jリーグ発足時から2000年まではトップチームのみホームタウンを神奈川県川崎市に置き（下部組織、女子チームは東京都サッカー協会加盟のままとした）、ヴェルディ川崎（ヴェルディかわさき）の呼称が用いられていた。（Jリーグ発足時、都内にJリーグ規格内のスタジアムがなかったため、隣接の川崎市を本拠地とした。詳細はスタジアム・練習場を参照。）
ホームタウンを東京都に戻した2001年にチーム名を東京ヴェルディ1969に改称。この1969は、前身の読売サッカークラブの創設年に由来する。その後、2008年より「東京ヴェルディ」に変更した。
新聞社のスポーツ欄掲載の記録ページでは、1992年までは「読売」、川崎移転後の1993年から1998年までは単に「川崎」と表していたが、1999年から川崎フロンターレ (川崎F)がJリーグへ加盟したため、「V川崎」（ナビスコ杯に川崎Fも参加したため、1997年以後この表記）としていた。東京移転後の2001年からは、FC東京と区別するため、「東京V」（一部では「東京ヴ」）または「ヴェルディ」と表記している。
チーム名の変遷
- 1969年-1991年 読売サッカークラブ
- 1991年-1998年 読売日本サッカークラブ
- 1999年-2009年 FCニッポン[注 1]
- 2009年-東京ヴェルディ1969

呼称の変遷
- 1969年-1991年 読売サッカークラブ
- 1992年-2000年 ヴェルディ川崎
- 2001年-2007年 東京ヴェルディ1969
- 2008年- 東京ヴェルディ

## 歴史

### 前身
1969年に読売新聞社らが中心となってクラブチーム（任意団体）「読売サッカークラブ」を創部。1972年に日本サッカーリーグ（JSL）2部に、1978年にJSL1部にそれぞれ昇格した。JSL1部で優勝5回、天皇杯優勝5回、JSLカップ優勝3回の戦績を残した。

### 1991年 - 1992年
1991年10月、Jリーグ開幕に備えて、読売サッカークラブの出資母体である読売新聞社、株式会社よみうりランド、日本テレビ放送網の読売グループ3社の出資により運営会社として株式会社読売日本サッカークラブが設立された。川崎市の等々力陸上競技場を本拠地とすることになった。（※川崎市での活動経緯はスタジアム・練習場を参照）
Jリーグ発足当時、「地域密着」の理念を掲げたJリーグに対し、クラブの出資者である読売グループ（とりわけ読売新聞社社長だった渡邉恒雄）はこの理念を「空疎」と断じて真っ向から反発。チーム名表記に際して企業名を排除して「ホームタウンの自治体（都道府県名、ないしは市区町村名）+ニックネーム」とするJリーグの方針に反し、Jリーグ発足前後の1992年から1993年にかけて、読売系のメディア（読売新聞・日本テレビ・スポーツ報知）を中心として読売ヴェルディという呼称を用いた。
本拠地に関しても川崎市での活動初年度から東京移転構想を掲げるなど、Jリーグ、取り分け川崎市から大きな反発を受けることとなった。
1992年のJリーグカップ（ナビスコ杯）で清水エスパルスを三浦知良の決勝ゴールで破り、初代王者に輝く。一方、1993年元旦の天皇杯決勝では、横浜マリノスに延長戦の末に1-2で敗れた。この試合を最後にペペ監督が退任した。

### Jリーグ開幕 - 2000年

#### 1993年
1993年Jリーグ開幕節を控え、松木安太郎が新監督に、フランツ・ファン・バルコムがHCに就任すると、オランダ人のヘニー・マイヤーとイェーネ・ハンセンが加入するなど、突如これまでのブラジル色の強いチームから、ヨーロッパ色の強いチームへと変貌した。日本代表チームに召集されたメンバー、新外国人のチーム合流が開幕戦の数日前であったことから連携が上手くいかず 、5月15日の開幕戦では、横浜Mと対戦、1-2で敗北、次節のジェフ市原戦も敗戦するなど、チーム内の不協和音が報じられた。マイヤーは数試合に出場した後に退団した。都並、ラモスら怪我人が続いたこともありながら、6連勝もあって1stステージを2位で終えた。松木と確執があり、起用されなくなった加藤久が1stステージで退団した。2ndステージから、ビスマルク、パウロ・ロドリゲス・バルク、エリック・ファン・ロッサムが加入、2ndステージ11節で1987年3月8日以来勝利出来ずにいた、マリノスを破った。清水エスパルスとの優勝争いの末、第17節で浦和レッズを破って優勝を決めた。Jリーグチャンピオンシップで鹿島を破り、初代Jリーグ年間王者となった。ナビスコ杯でも北澤の決勝点でエスパルスを逆転で破って2連覇を果たした。

#### 1994年
1994年の1stステージ終了後、三浦知良がレンタルでジェノアCFCに移籍。また、長年チームに在籍した戸塚哲也も柏レイソルに移籍した。カピトンらが加入。2ndステージからネルシーニョがHCに就任、加藤久がエスパルスから復帰した。三浦の代役として獲得したベンチーニョが活躍するなど、2ndステージを制覇。1stステージ制覇のサンフレッチェ広島F.Cをチャンピオンシップで破り、2年連続の年間王者となった。ナビスコ杯でもベンチーニョとビスマルクのゴールでジュビロ磐田を破って 3連覇を果たす。天皇杯はジャパンフットボールリーグ（旧JFL）優勝のセレッソ大阪に敗戦。この年限りで加藤久が引退、松木安太郎監督も退任した。

#### 1995年
1995年、鹿島からアルシンドが加入。ファーストステージは2位に終わったが、セカンドステージから三浦知良が復帰し、このシーズンを制覇し、マリノスとのチャンピオンシップへ出場したが、2戦でいずれも1点差で敗れ、3連覇は達成出来なかった。シーズン終了後、長年左サイドバックとしてチームに在籍した都並敏史、ペレイラがチームを離れた。

#### 1996年
1996年、ドニゼッチが加入、三浦泰年が4年振りに復帰。武田修宏がジュビロ磐田へレンタル移籍。ファーストステージ途中に調子が上がらず成績不振を理由にネルシーニョが監督を辞任。後任としてエメルソン・レオンが監督に就任すると、レオンの下ではプレー出来ないとして、ラモス瑠偉が京都移籍した。シーズン前半でドニゼッチが退団し、マグロンが加入。三浦が得点王を獲得する活躍も、リーグ戦では7位に終わったが、1997年元旦にサンフレッチェを破って天皇杯で優勝を果たした。天皇杯終了後にエメルソン･レオンが監督を解任される。シーズン終了後、ビスマルクが契約内容への不満から退団、鹿島に移籍した。

#### 1997年
1997年、加藤久が監督就任。当時最高金額の移籍金である推定3億4千万円で前園真聖を獲得。8月にラモスがサンガからが復帰した。しかし、前園は活躍出来ず、三浦知良も怪我を抱えて調子が上がらず、また、ビスマルクの抜けた穴の影響は大きく、アルシンドを再加入させたものの、チーム成績は1stステージ16位、2ndステージ12位と初の2桁順位に低迷した。

#### 1998年
1998年シーズン、高木琢也、エウレルが加入した。1stステージ2節以降6連勝もあったが、終盤から調子を落とし、1stステージ15節から2ndステージ4節にかけて7連敗、その後も12節から17節まで連敗を喫した。シーズン終了後に読売新聞社とよみうりランドが経営から撤退し、日本テレビ放送網の全額出資となる。それに伴い運営法人名は「株式会社読売日本サッカークラブ」から「株式会社日本テレビフットボールクラブ」、トップチーム名は「FCニッポン」に変更された。同時に経費削減を目的に三浦や柱谷哲二ら高額年俸の選手がチームを去った。ラモスは引退した。

#### 1999年
1999年には前年より導入された現役高校生を強化指定選手（現在の特別指定選手）として受け入れを開始、その3選手のうち最年長で帝京高等学校3年（義務教育終了4年目）矢野隼人が「J1公式戦出場した強化指定選手」第1号となった。リーグ戦では1stステージ2位。また中澤佑二がチームとしては3年振りのベストイレブンに選出された。2ndステージは10位に留まった。
2000年2月15日のJリーグ理事会において翌年からの東京都移転が承認された。

### 2001年 - 2005年
クラブスローガン ：2002年「突破」　：2003年「BE TOUGH ～疾風怒涛～」　：2004年「STRONG SOUL」
2001年にホームタウンを川崎市から東京都 に移転し、呼称も東京ヴェルディ1969となり、ホームスタジアムを調布市の東京スタジアム（現:味の素スタジアム）にした。練習場のある稲城市の他、周辺の多摩市、日野市や清水建設、京王電鉄系列の広告代理店である京王エージェンシーなど地元企業も出資し、日本テレビの出資比率は約79%となった。2008年に立川市も出資した。
但し、スタジアムのある調布市はFC東京に出資しており、資本関係には無い。
チーム名が変わった2001年シーズン、チームは松木安太郎を再び監督に招聘し、菊池・武田・永井といった黄金期を知るメンバーが復帰、また元サッカー日本代表の小倉隆史・三浦淳宏が移籍加入し、さらに小林大悟や富澤清太郎が加入。1stステージは最下位。成績不振とフロントとの確執もあり松木は1stステージ終了をもって解任、監督を小見幸隆に代えて迎えた2ndステージではシーズン中盤に獲得したマルキーニョス、さらに最終盤に獲得したブラジル代表のエジムンドのブラジル人の活躍により、9位。年間総合順位では自動降格圏の15位福岡との勝ち点差わずか3の14位で残留を果たした。天皇杯はJ2の川崎フロンターレに敗れベスト8敗退。この年限りで武田修宏、菊池新吉、本並健治が引退。小倉が戦力外を受けコンサドーレ札幌に移籍。
2002年限りで北澤が引退。
2004年、アルディレス体制2年目。天皇杯全日本サッカー選手権大会を制し、東京移転後初のタイトルを獲得。同日行われた全日本女子サッカー選手権大会では女子チームのベレーザが優勝し、全日本選手権初の男女同時優勝を達成。
2005年、アルディレス体制3年目。ゼロックス杯で優勝。ブラジル全国選手権得点王のワシントンを獲得したが、7月2日のG大阪戦、7月6日の浦和戦、7月17日の磐田戦での大量失点が響き、アルディレスが解任され、バドンが監督に就任したが、11月26日の柏戦で1-5の大敗を喫し、J2降格が決まった。シーズン終了後にバドンは退任。また、22点を挙げたワシントンが浦和へ完全移籍、林健太郎、米山篤志などが退団した。天皇杯優勝によって獲得したAFCチャンピオンズリーグ2006の出場権がJ2降格によって剥奪されるのではないかと心配されていたが、AFCから出場が認められた。

### 2006年 - 2007年（J2）

#### 2006年
クラブスローガン ：「All for win.」
OBのラモス瑠偉が監督に就任。開幕後、課題とされた失点の多さは解消されなかった。スタメンがほぼ毎試合ごとに入れ替わり、デジマール、ヒキ、アナイウソン、バジーリオの外国籍選手4人はシーズン途中に解雇。最終順位は7位であった。天皇杯は初戦で栃木SC（当時はJFL所属）に敗退した。AFCチャンピオンズリーグは2試合を戦い、いずれも敗戦でグループリーグ敗退。

#### 2007年
クラブスローガン ：「全緑疾走！」

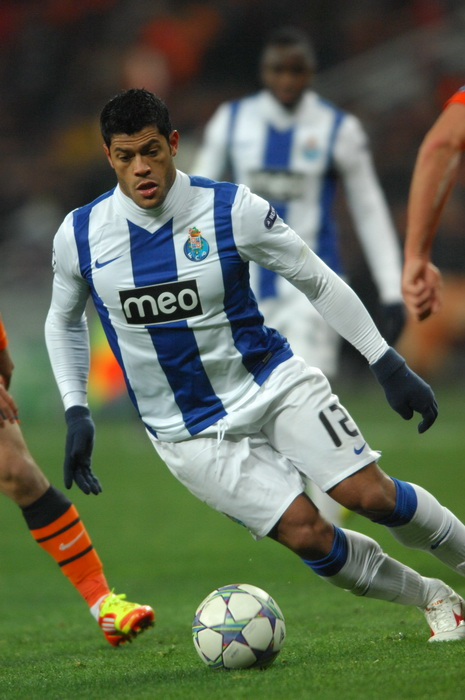
フッキ（写真はヴェルディ移籍後のFCポルト時代のもの）

ラモス体制2年目。選手会長だった柳沢将之を含めて選手を大量に放出。新たに元日本代表の服部年宏、名波浩を始め土屋征夫、佐藤悠介などを獲得。外国籍選手では既に契約を更新していたマルクスが横浜FMへ移籍したが、フッキ、ディエゴを獲得。また、新人選手も7人が加入、結果的に約半数のメンバーが入れ替わった。萩原敏雄代表は「内容が悪ければ早期での解任もありえる」と発言した。
開幕5試合は4勝1分であったが、第7節（福岡戦）から第13節（水戸戦）までクラブワーストタイの7連敗を喫し9位へ転落。ラモスの解任騒動に発展したが、京都戦に4-1で快勝するとその後は1度の連敗もなく安定して勝ち点を積み重ね、最終節で優勝は逃したが2位の成績でJ1復帰を果たした。また、フッキが37ゴールを挙げてJ2得点王となった。シーズン終了後にラモスが監督を退任して、エグゼクティブディレクターになり、柱谷哲二が監督に就任した。天皇杯は初戦でJFLのHonda FCに敗退。

### 2008年（J1）
クラブスローガン ：「全緑疾走2008闘強」
柱谷体制1年目。呼称が「東京ヴェルディ1969」から「東京ヴェルディ」に変更された。FC東京から元日本代表MF福西崇史やGK土肥洋一、横浜FMからDF那須大亮、清水からDF和田拓三を獲得。新外国人としてサンパウロFCからFWレアンドロ、6月に大黒将志を獲得した。前シーズン後に川崎にレンタル復帰していたフッキを開幕後に再度獲得したが、7月にFCポルトに移籍した。
初勝利は第5節の神戸戦となるが、フッキ加入後は次第に勝ち星が増え始める。しかしフッキ退団後には思うように勝てなくなり、9月には4戦全敗を喫する。終盤には、チームの攻撃の核であるディエゴを累積警告と天皇杯での退場による4試合出場停止で欠き、深刻な得点力不足に陥る上に試合終了間際での失点なども増えていき、第33節終了時点で16位。最終節で川崎に敗れ、17位だった千葉が勝利したため最終順位が17位となり、J2自動降格が決まった（2008年J1最終節）。クラブ史上2度目の下位ディビジョンへの降格となった。柱谷はシーズン終了後に監督を退任した。
親会社の日本テレビが37年ぶりに赤字に転落。その影響を受け2009年の費用は大幅に削減されることとなり、土肥、服部、福西など多くの主力選手と来期の契約を結ばないことを発表(土肥と服部は再契約という形で残留)。日本テレビがほぼ100%保有している株式の譲渡を検討していることが一部マスコミに報じられた。

### 2009年 - 2023年（J2）

#### 2009年
クラブスローガン ：「VERDY 40EVER（ヴェルディ フォーエバー）」
クラブ設立40周年となるこの年は、前年コーチを務めた高木琢也が監督に就任。那須が磐田、ディエゴが京都へ移籍。和田もレンタル元の清水へ戻った後、千葉へ移籍。2008年はJ2のクラブへのレンタル移籍であった戸川健太と一柳夢吾も、レンタル先へ完全移籍した。新たに、横浜FCで高木と共にJ1昇格を経験した滝澤邦彦と岩倉一弥、磐田のベテランMF河村崇大、ジュニアユース時代に東京Vに所属していた永里源気を獲得。過去2年レンタル移籍していた弦巻健人とレオナルドが復帰、大黒も残留した。そして、一度は戦力外と発表された土肥、服部、船越優蔵と再契約を結んだ。
胸スポンサーのサイバーエージェントが撤退後、この年は年間通して胸スポンサーが入らなかった。高木をシーズン途中で解任。ベレーザ前監督、ユース監督の松田岳夫をトップ監督に昇格させたが、1度も昇格争いに絡むことなく7位でシーズンを終えた。天皇杯は初戦でJFL・ホンダロックに敗北。9月に日本テレビが経営から撤退した。

#### 2010年
クラブスローガン ：「結集のチカラ」
川勝良一が3度目の監督に就任。服部、高木義成らと契約を更新せず、資金難により2009年の大卒新人3人を全員放出。レアンドロ、大黒と攻撃陣の核となっていた選手も放出され、16人がクラブを去った。新たに加わった選手は川勝の法政大学時代の教え子である吉田正樹や菊岡拓朗、アカデミー出身の佐伯直哉、清水康也など12人である。選手人件費はレンタル移籍している選手を除いて1億3000万円程度となった。ユースからは前年Jリーグデビューを果たした高木俊幸が昇格し、2010年シーズンから高木善朗、小林祐希、南秀仁がユース所属のままJリーグデビューした。J2へ昇格した北九州に初勝利かつ唯一のシーズン勝利を献上するなど一時は18位に低迷。その後巻き返して4位にまで浮上したが、11月20日に福岡に敗れてJ1昇格を逃し、5位でシーズンを終えた。天皇杯は初戦で町田に敗れ、6年連続の初戦敗退となった。

#### 2011年

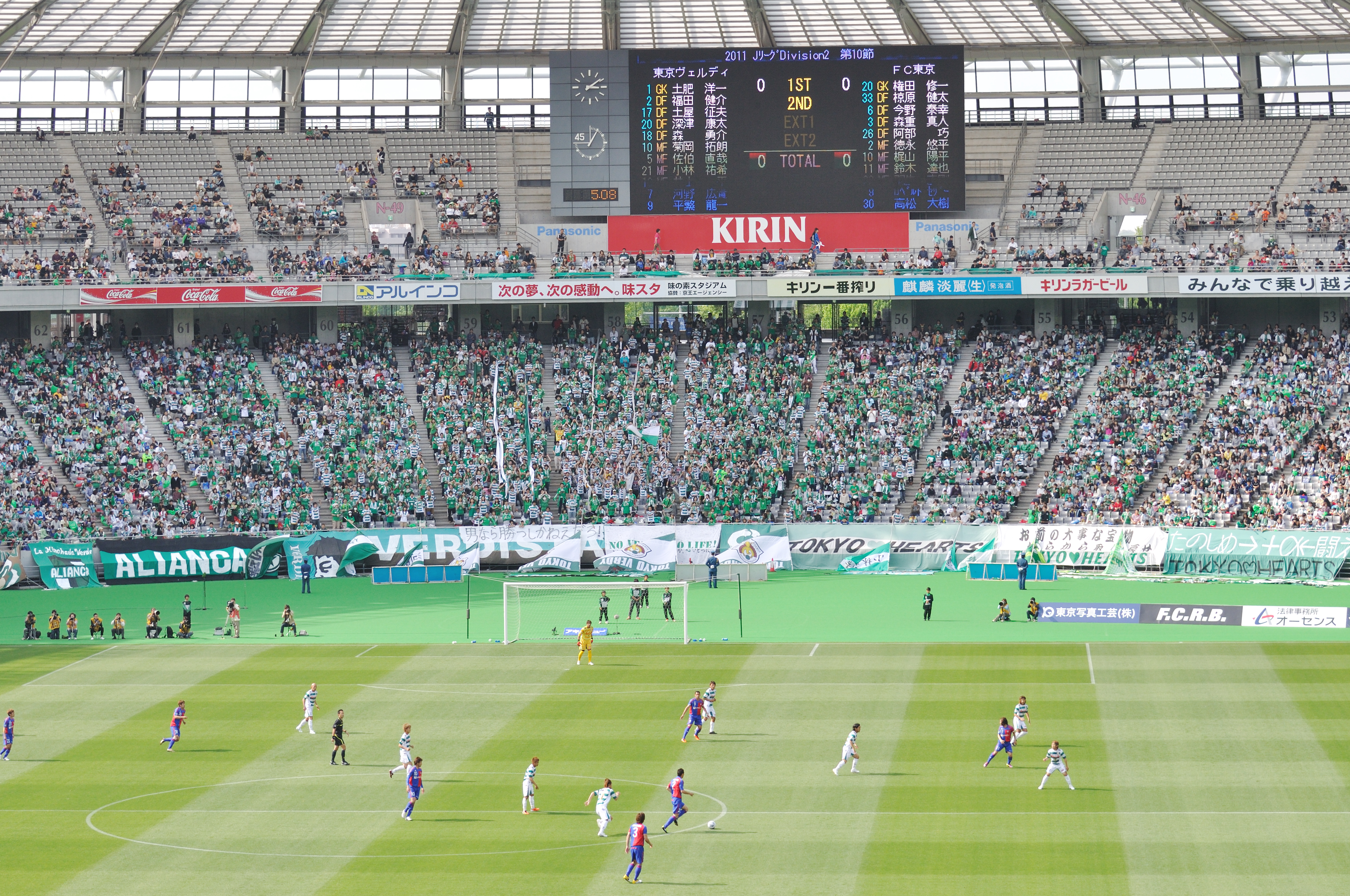
東京ダービー（2011年5月4日開催）での東京Vサポーター

クラブスローガン ：「原点回帰～All for VERDY～」
川勝体制2年目。この年よりエンブレムの文字が「FC NIPPON」から「FOOTBALL CLUB」へと変更された。前年チーム内で最長出場の柴崎晃誠が川崎フロンターレに、得点数2位の高木俊幸が清水エスパルスに移籍した。小林祐希ら4人をユースより昇格させ、川崎で契約非更新となっていた森勇介や、期限付き移籍で岡山からキム・テヨン、喜山康平（4年ぶりの復帰、8月にJFL・讃岐へ移籍）、大宮から市川雅彦、甲府からマラニョンなどを獲得。6月に高木善朗がエールディヴィジ・FCユトレヒトへと移籍した。7月には、元京都の中谷勇介、元アルテ高崎の秋葉勇志を獲得。ジュニアコーチの塗師亮を選手登録し、関西学院大学の梶川諒太を特別指定選手として登録した。8月には、元日本代表の巻誠一郎を獲得した。J1昇格争いに加わっていたが最終的に5位に終わりJ1昇格を逃した。なお、天皇杯は7年ぶりに初戦を突破した。

#### 2012年
クラブスローガン ：「One.」
川勝体制3年目。17年在籍していた菅原智が引退。富澤清太郎が横浜F・マリノス、河野広貴がFC東京、菊岡拓朗が栃木SC、井上平がFC岐阜、福田健介がヴァンフォーレ甲府、吉田正樹が松本に完全移籍、北九州にレンタル移籍していた福井諒司が柏に完全移籍、平繁龍一、市川雅彦がレンタル移籍期間満了となった。一方、千葉から昨シーズンC大阪にレンタル移籍していた中後雅喜、愛媛からジョジマール、吉弘充志、草津からアレックス、磐田から西紀寛、京都から鈴木慎吾、水戸から小池純輝、大分から刀根亮輔、G大阪から太洋一を完全移籍で獲得。仙台から島川俊郎を期限付き移籍で獲得した。さらに昨シーズン特別指定選手だった梶川諒太が加入した。また杉本竜士、南秀仁、舘野俊祐、田中貴大がユースから昇格し、2月に中島翔哉が2種登録選手として登録された。
コーチ陣は、元柏監督の高橋真一郎と元京都監督の秋田豊がトップチームコーチに就任した。
シーズン開幕後は3月28日に杉本健勇をセレッソ大阪より同年7月17日までの期限付き移籍で、6月1日に練習に参加していたペ・デウォンを獲得した。杉本がC大阪に戻った後、7月26日に柴崎晃誠を川崎より2013年1月31日までの期限付き移籍で、7月28日に日系三世のニコラスがCRフラメンゴより2013年1月1日までの期限付き移籍で、8月13日に松本から木島良輔を完全移籍で、8月14日にジミー・フランサを清水より2013年1月31日までの期限付き移籍で獲得した。
6月17日に行われた第20節で千葉に勝利して首位に立ち、リーグ戦前半は2位で折り返した。しかし8月に入ると勝利から遠のくようになり、8月23日にジョジマールとの契約を解除。9月6日に川勝が監督および強化本部長を退任。高橋が監督代行の後、9月11日に監督に就任したが、第41節の横浜FC戦に敗れ、7位以下が確定。プレーオフ進出を逃した。最終順位は7位。天皇杯は3回戦で清水に敗退。シーズン終了後に高橋が監督を退任した。

#### 2013年
クラブスローガン ：「TOKYO GLOCAL STANDARD」
2012年11月25日、OBで前北九州監督の三浦泰年の監督就任が発表される。それに伴い、常盤聡、安田晃大、佐藤優也、金鐘必、関光博ら5選手が北九州からいずれも完全移籍、北九州に在籍した時に三浦監督の元でプレーした柏の福井諒司が完全移籍で復帰、北九州にレンタルしていたキローラン菜入、キローラン木鈴が復帰など北九州に在籍した選手を数多く獲得した。その他福岡から鈴木惇、清水から高原直泰が完全移籍、湘南から石神直哉が期限付きで加入。ユースからは楠美圭史、安在和樹、ポープ・ウィリアム、吉野恭平、前田直輝が昇格し、中島翔哉も正式に登録された。さらに特別指定選手だった関西学院大学の井林章が加入した。
一方、佐伯直哉、中谷勇介、木島良輔、吉弘充志、アレックス、秋葉勇志、新井章太、竹中公基との契約を更新せず、期限付き移籍だったジミー・フランサ、柴崎晃誠も所属元に復帰、磐田にレンタル移籍していた小林祐希がそのまま磐田に移籍、和田拓也が仙台、高橋祥平が大宮、梶川諒太が湘南、土屋征夫が甲府、深津康太、吉弘充志が町田へそれぞれ完全移籍した。また柴崎貴広が横浜FC、田中貴大と北九州に期限付き移籍していた高野光司が町田へいずれも期限付き移籍し、町田に期限付き移籍していた平本一樹は甲府へ期限付き移籍、富山に期限付き移籍中の舘野俊祐は移籍期間1年延長となったため、チームの陣容が大幅に入れ替わることとなった。
2月19日、カマタマーレ讃岐との練習試合で、ペ・デウォンが接触プレイにより讃岐の藤田浩平に右足関節開放性脱臼骨折の重傷を負わせ、クラブ公式ホームページに謝罪文を掲載する事態に発展、さらに同試合における三浦の言動も問題視され、「選手を守るためであったとはいえ、決して許される行為ではない」として、三浦はリーグ戦開幕節および第2節のベンチ入り停止、ペは最長3月一杯まで対外試合出場停止というクラブの自主的処分が下された。7月2日、ニコラスが期限付き移籍が終了でフラメンゴに復帰し、7月5日には練習に参加していた三渡洲舞人を獲得した。
7月9日、ジュニアからユースまで東京Vに所属していた慶応義塾大学の端山豪を特別指定選手として登録した。
リーグ戦は第6節のFC岐阜戦で初勝利を上げた後も勝ち切れない試合を重ねていく。怪我人も相次ぎ、2連勝以上の連勝も一度も無く、最終成績は14勝14分14敗での13位。
天皇杯は3回戦で川崎Fに敗退した。

#### 2014年
クラブスローガン ：「ONE FLAG」
三浦体制2年目。アカデミー出身で長年クラブを支え2013年度の主将を務めた飯尾一慶が小池純輝と共に横浜FC、中島翔哉がFC東京（2014年はシーズン途中まで富山へ期限付き移籍）、刀根亮輔が名古屋、巻誠一郎が熊本、西紀寛がポリス・ユナイテッドFCなど2013年度の主力選手が数多く移籍。また吉野恭平は広島に完全移籍しレンタルバックの形で残留(8月6日にレンタル期限が終了し、広島に移籍した)。
一方仙台から田村直也、日本体育大学から北脇健慈を獲得。ユースから澤井直人、菅嶋弘希、安西幸輝、畠中槙之輔が昇格し、期限付き移籍していた舘野俊祐、田中貴大、南秀仁、杉本竜士、柴崎貴広、平本一樹が復帰。清水から姜成浩を同年7月31日までの期限付き移籍で獲得。また新外国人のギリャルメとニウドも期限付きで加入した。コーチは寺門大輔、間瀬秀一から久永辰徳、安田好隆になった。選手の多くはアカデミー出身で若いメンバーとなった。
シーズン開幕後に昨年度チーム得点王の高原直泰が相模原に期限付き移籍し、前年まで琉球に所属した永井秀樹が6年ぶりに復帰した。また8月13日にオペラリオに所属していたアブダを獲得した。
第31節終了後、J3降格圏寸前の20位に低迷していたため監督の三浦を解任。また、安田好隆、吉岡宏の両コーチも解任、久永辰徳も辞任した。後任の監督には東京Vユース監督の冨樫剛一が就任、コーチには、なでしこリーグの日テレ・ベレーザのコーチをしていた村田達哉、GKコーチには育成GKコーチだった土肥洋一が就任、さらに竹本一彦をテクニカルダイレクターに招聘した。
監督交代後も勝ち切れない試合が続き、年間順位は20位でクラブ史上最低の順位となった。天皇杯は2回戦で北九州に敗戦した。

#### 2015年
クラブスローガン ：「ONE FLAG 野心」
冨樫体制2年目。常盤聡が熊本、鈴木惇が福岡、金鐘必が湘南、ニウドが札幌、キローラン菜入が松本、田中貴大が関東1部・ブリオベッカ浦安、舘野俊祐が中国1部・松江シティFCに移籍し、アブダが契約満了により退団した。また相模原に期限付き移籍していた高原直泰と前年8月から岐阜に期限付き移籍していた森勇介が共に相模原に完全移籍し、前田直輝が松本に、楠美圭史がJFL・V大分にそれぞれ期限付き移籍した。
一方、ユースから三竿健斗と中野雅臣を昇格させ、かつて共に東京Vユースに所属していた中央大学の渋谷亮と駒澤大学の大木暁を獲得。外国人選手は中国の深圳紅鑽足球倶楽部からブルーノ・コウチーニョ、相模原からウェズレイ、香港リーグの南華足球隊に所属していた高敬竣を完全移籍で、ECヴィトーリアからアラン・ピニェイロを期限付き移籍で獲得した。また、前年7月から鳥取に期限付き移籍していた安田晃大が復帰した。選手の平均年齢は24.95歳となり、同年のJ1・J2リーグで最も若いチームとなった。
スタッフ面では竹本一彦がゼネラルマネージャーに就任。通訳には2012年に加入し、その後は育成GKコーチなどを務めた藤井隆昌がトップチームに復帰。トレーナーには三浦雄大と東京農業大学サッカー部から能登篤史が加わった。
目標を「勝点60以上で9位以内」と掲げ、シーズン前半は8勝7分6敗の8位で折り返した。7月に北脇健慈がFC鈴鹿ランポーレに、キローラン木鈴が秋田に、安田晃大が愛媛にそれぞれ期限付き移籍し、清水から高木善朗が期限付き移籍で4年半ぶりに復帰した。
第24節から5連勝、特に5連勝目の第28節横浜FC戦では6-1と圧勝し、同節終了時点で、J1自動昇格圏の2位磐田に勝点差2と迫る3位にまで順位を上げたが、その直後の第29節から14試合の間に無得点の試合が10試合、合計でも僅か6得点（17失点）と不調に陥り2勝3分9敗と低迷、それでも最終節まで昇格プレーオフ圏内の6位となる可能性を残していたが、最終節でC大阪に敗れてPO進出を逃した。最終順位は8位で、目標の9位以内には入ったものの、勝点は58で目標の60に達しなかった。
天皇杯は2回戦で大宮アルディージャに敗戦した。

#### 2016年
クラブスローガン ：「ONE FLAG 真価」
冨樫体制3年目。ブルーノ・コウチーニョ、高敬竣、秋田に期限付き移籍していたキローラン木鈴が退団し、松本へ期限付き移籍していた前田直輝が横浜FM、福井諒司が山口、佐藤優也が千葉、三竿健斗が鹿島、安田晃大が期限付き移籍先の愛媛へ完全移籍、ポープ・ウィリアムが岐阜、畠中槙之輔が町田、渋谷亮が鈴鹿、菅嶋弘希が千葉へ期限付き移籍した。
一方、岐阜から太田岳志、町田から平智広、ナウチコからドウグラス、タイ2部・エアフォース・ユナイテッドFCから船山祐二、清水から高木純平を完全移籍で、横浜FMから鈴木椋大を期限付き移籍で獲得。また、期限付き移籍していた北脇健慈、楠美圭史が復帰し、アラン・ピニェイロは完全移籍に移行、高木善朗の期限付き移籍期間が延長された。
ユースからは林昇吾、井上潮音、郡大夢が昇格し、 スタッフ面では仙台でアカデミースカウトを担当していた蓮見知弘がトップチームのコーチに就任した。
7月にG大阪から二川孝広を、新潟から林裕煥を期限付き移籍で獲得(9月に退団)し、郡大夢をグルージャ盛岡に期限付き移籍させた。
2012年以来となる開幕戦勝利をしたものの、その後は第5節から第13節まで9試合勝利なし（5分4敗）、アウェイ戦は僅か2勝、1度も連勝できない等と成績は低迷。J2残留争いに巻き込まれたが、第41節でJ2残留を決め辛くもJ3降格を免れた。前年度より大きく順位を落として18位となった。シーズン終了後、冨樫監督は退任、さらに村田達哉、蓮見知弘両コーチ、土肥洋一GKコーチも退任し首脳陣が総入れ替えとなった。
天皇杯は3回戦で横浜F・マリノスに敗戦した。

#### 2017年
クラブスローガン ：「ONE FLAG KIZUKU」
新監督にミゲル・アンヘル・ロティーナが就任。2005年のバドン以来12年ぶりの外国人監督となる。
スタッフ面ではトップチームコーチに藤吉信次とイバン・パランコ・サンチアゴ、GKコーチに沖田政夫、トップチーム通訳兼コーチに菅原智、フィジカルコーチに青柳雅人、トップチームアシスタントコーチにサワ・サシック、そして昨年引退した永井秀樹がユース監督兼GM補佐に、前監督の冨樫剛一が強化部ダイレクターに就任した。7月25日よりスペイン人のトニ・ヒル・プエルトがコンディショニングコーチに就任した。
前述の永井秀樹の他に船山祐二が引退。北脇健慈がYS横浜、楠美圭史がJFL・FC今治、南秀仁が山形、杉本竜士が名古屋、鈴木椋大がG大阪、ウェズレイがアナポリスFCへ完全移籍。大木暁が長野、渋谷亮がJFL・ラインメール青森FC、郡大夢がG大阪、ポープ・ウィリアムが川崎へそれぞれ期限付き移籍し、菅嶋弘希は千葉への期限付き移籍期間が延長された。
新戦力として浦和から永田充、長崎から梶川諒太、町田から内藤圭佑、C大阪から昨年長野に在籍していた橋本英郎を完全移籍で、C大阪から武田博行、G大阪から内田達也を期限付き移籍で獲得し、高木善朗が完全移籍に移行。町田へ期限付き移籍していた畠中槙之輔が復帰し、二川孝広の期限付き移籍期間が延長された。
ユースからは前年2種登録されていた渡辺皓太が昇格した。
7月にビジャレアルCF Bからカルロス・マルティネスを獲得し、中野雅臣がFC今治へ期限付き移籍した。
開幕戦は徳島に敗れたが、その後は守備を改善し、アラン、ドウグラスの2人を中心とする攻撃陣の活躍で第2節から第6節の5連勝、第27節から第30節の4連勝、第34節から第38節の4連勝などで勝ち点を積み重ねた。第40節で山口に逆転負けして7位に落ちたが、第41節の京都戦と最終節の徳島戦に勝利して最終順位は5位。チーム史上初のJ1昇格プレーオフ進出を決めた。
J1昇格プレーオフ準決勝はえがお健康スタジアムで福岡に0-1で敗れた。
天皇杯は2回戦で千葉に敗戦した。

#### 2018年
クラブスローガン ：「ONE FLAG KIZUKU」(昨年と同じ)
ロティーナ体制2年目。平本一樹と高木純平、中後雅喜、内藤圭佑が現役を引退(内藤は後に復帰)。高木善朗が新潟、安西幸輝が鹿島、安在和樹が鳥栖、大木暁が栃木ウーヴァ、ポープ・ウィリアムが期限付き移籍先の川崎へ完全移籍。高木大輔が山口、太田岳志が富山、渋谷亮が北海道十勝スカイアースへ期限付き移籍し、中野雅臣はFC今治への期限付き移籍期間が延長された。
新加入選手は大分から上福元直人、讃岐から李栄直、千葉から比嘉祐介と若狭大志、水戸から林陵平、群馬から高井和馬、山形から佐藤優平を完全移籍で、新潟から森俊介、湘南から奈良輪雄太を期限付き移籍で獲得。日本体育大学から長谷川洸が加入し、ユースからは藤本寛也が昇格した。内田達也と武田博行が完全移籍に移行し、千葉に期限付き移籍していた菅嶋弘希が復帰。2月13日、G大阪への期限付き移籍契約満了に伴い今季から復帰する予定だった郡大夢が日本サッカー協会選手契約書内における第9条『クラブの秩序風紀を乱す行為』という条項の違反があったため契約解除となった。二川孝広は期限付き移籍期間が再度延長されたが、3月29日に栃木SCへの期限付き移籍が発表された。
6月22日、カルロス・マルティネスが家族の事情によりクラブと本人の双方合意の上で契約を解除して、スペイン3部のエルクレスCFに移籍。7月10日に高井和馬が山口に、8月21日に畠中槙之輔が横浜F・マリノスに完全移籍し、澤井直人がヴェルディと提携したフランスのACアジャクシオに期限付き移籍した。一方、6月25日にG大阪から泉澤仁、8月21日に長崎から香川勇気を期限付き移籍で、7月5日に神戸からレアンドロを完全移籍で獲得した。
開幕から10試合負け無し(4勝6分)と好調なスタートを切るが、第11節から4連敗して一時は14位にまで順位を下げた。6月からは調子を取り戻し、夏に加入した泉澤や香川の活躍もあり、J2上位争いに加わる。大混戦となった上位争いを生き残り、最終結果は勝ち点71を獲得しての6位。2年連続のプレーオフ進出を成し遂げた。
J1参入プレーオフ1回戦はNACKスタジアム大宮で大宮を1-0で、2回戦はニッパツ三ツ沢球技場で横浜FCを1-0で破るが、決定戦はヤマハスタジアムでJ1・16位となった磐田に0-2で敗れ、11シーズンぶりのJ1昇格を逃した。決定戦の翌日、監督のロティーナとコーチのイバンの退任が発表された。
天皇杯は4回戦で浦和レッズに敗戦した。

#### 2019年
クラブスローガン ：「ONE FLAG GRAB NEW SUCCESS」
クラブ創設50周年。昨年よりコーポレートパートナー契約を締結したアカツキが株式を取得し、ヴェルディはアカツキの関連会社になった。アカツキは運営メンバーの派遣を行い、経営にも参加する事を発表した。
チームの総合スポーツクラブ化を目的として、エンブレムとロゴデザインを変更。ビーチサッカーやバレーなど他競技のチームも同じデザインを使用する事になった(サッカー部門は登録の関係上、2020年から使用)。
新監督にギャリー・ジョン・ホワイトが就任。コーチにマイケル・ボリス、フィジカルコーチに西形浩和を迎え入れた。
林昇吾が契約満了により退団し、比嘉祐介は現役を引退。ドウグラス・ヴィエイラと井林章が広島、アラン・ピニェイロが千葉、橋本英郎がFC今治、菅嶋弘希がポルトガルのポルティモネンセSC、永田充が東京ユナイテッドFC、武田博行と栃木SCに期限付き移籍していた二川孝広がFCティアモ枚方へ完全移籍。期限付き移籍していた太田岳志(富山)と高木大輔(山口)、渋谷亮(北海道十勝スカイアース)はいずれも移籍先に完全移籍し、香川勇気、泉澤仁、森俊介は期限付き移籍期間満了により退団した。
新戦力として松本から鈴木智幸、愛媛から6年ぶりの復帰となる小池純輝、横浜FCから永田拓也、千葉から近藤直也、FCオルダバスからネマニャ・コイッチを完全移籍で、湘南から端戸仁、鳥栖から8年ぶりの復帰となる河野広貴、コロラドAC所属のヴァウメルソンを期限付き移籍で獲得。前年期限付き移籍だった奈良輪雄太は完全移籍へ移行。中央大学から安在達弥が加入し、ユースからは森田晃樹と山本理仁が昇格した。
5月30日にコーチのマイケル・ボリスが家族の事情によりドイツに帰国する為に辞任。前年、ACアジャクシオに期限付き移籍していた澤井直人が5月24日に復帰した。
シーズン前半は7勝7分7敗、14位で折り返す。7月17日に成績不振を理由にホワイト監督が退任し、ユースの監督を努めていた永井秀樹が初のトップチーム監督に就任した。同日、タイのラーチャブリーFCに所属していたカン・スイルの完全移籍が発表された。また8月15日に富山から新井瑞希、CRフラメンゴからクレビーニョを期限付き移籍で、8月25日にトルコのゲンチレルビルリイSKからジャイルトン パライバを完全移籍で獲得した。一方で渡辺皓太が横浜F・マリノスへ完全移籍、林陵平が町田へ期限付き移籍し、ネマニャ・コイッチは契約を解除された。
監督交代直後は連勝するなど好調だったが、上位陣には殆ど勝てず低迷。一度も昇格争いに絡む事無く13位でシーズンを終えた。最終節を前に永井監督の続投が発表された。
天皇杯は2回戦で法政大学に0-2で敗戦した。大学チームに敗れたのは29年ぶり、完封負けは41年ぶりとなる。

#### 2020年
クラブスローガン ：「GO BEYOND 新たな時代へ」
この年をもってオリジナル10のチームとして初めて、J1と下位リーグの在籍年数が同数となった。
永井体制2年目。15年間務めてきた山本佳津強化部長が退任し、GMだった竹本一彦が女子部門のGMに就任した。新たなGMにはアカツキから社外取締役として来ていた梅本大介が就任。強化部長に江尻篤彦、トップチームのコーチに永井の中学時代の恩師でもある吉武博文が加わった。
田村直也が現役を引退。内田達也が群馬、梶川諒太と上福元直人が徳島、李栄直が琉球、鈴木智幸が盛岡に完全移籍、安在達弥が沼津、永田拓也が北九州に期限付き移籍した。またジャイルトン・パライバとカン・スイルは契約を満了し、ヴァウメルソンは期限付き移籍期間を満了した。
新戦力として磐田から大久保嘉人、山形から井出遥也、鳥取から福村貴幸、フィゲイレンセFCからマテウスを完全移籍で、磐田から8年ぶりの復帰となる高橋祥平を期限付き移籍で獲得。日本体育大学から山下諒也が加入し、ユースからは馬場晴也、松橋優安、石浦大雅、藤田譲瑠チマ、阿野真拓が昇格した(馬場と石浦と藤田は前年度から2種登録しており、石浦と藤田は試合に出ている)。期限付き移籍していた新井瑞希、端戸仁、河野広貴は完全移籍へ移行し、クレビーニョの期限付き移籍期間が延長された。また林陵平と中野雅臣が期限付き移籍から復帰したが、林は3月に群馬へ、中野は8月に盛岡へそれぞれ期限付き移籍した。8月には主将を任されていた藤本寛也がポルトガルリーグ1部のジル・ヴィセンテに期限付き移籍した。
リーグ戦の成績は13勝15分14敗の12位。第36節から7試合未勝利(3分4敗)で終了という、来季に不安を感じさせる結末になった。
シーズン終了後の12月25日、日本テレビが運営から撤退した2010年からメインスポンサーになっていたゼビオホールディングスが出資比率を上げ、同社の連結子会社となることが発表される。これに伴いフロントの陣容が一新。羽生英之社長、取締役の吉田昌弘と斎藤浩史、梅本大介GMが退任し、新たな社長に中村考昭、代表取締役代行に森本譲二、取締役に石倉壱彦が就任した。

#### 2021年
クラブスローガン ：「UNITE AS ONE」
東京移転20周年。前年度に昇格に失敗したことにより、オリジナル10のチームとして初めて下位リーグの在籍年数がJ1のそれを上回った。
永井体制3年目。吉武博文がヘッドコーチを退任、スカウト部長だった堀孝史がコーチに就任した。
近藤直也とレアンドロ、群馬に期限付き移籍していた林陵平が現役を引退。長谷川洸が山形、澤井直人が山口、中野雅臣が盛岡、永田拓也が北九州、藤田譲瑠チマが徳島、井上潮音が神戸、大久保嘉人がC大阪、河野広貴が関東サッカーリーグ2部の南葛SCに完全移籍。安在達弥は沼津への期限付き移籍期間を延長し、高橋祥平とクレビーニョは期限付き移籍期間を満了した。またこの年にユースから昇格した佐古真礼はシーズン開幕前に藤枝に育成型期限付き移籍した。
新戦力として水戸からンドカ・ボニフェイス、沼津から長沢祐弥、北九州から加藤弘堅、G大阪から山口竜弥、相模原から富澤清太郎、一昨年ヴェルディに所属していたジャイルトン・パライバ を完全移籍で、昨年徳島に移籍した梶川諒太と鳥栖から4年ぶりの復帰となる安在和樹を期限付き移籍で獲得。順天堂大学から佐藤久弥、明治大学から持井響太と佐藤凌我、中央大学から深澤大輝が加入した。また開幕直前の2月26日にユースから橋本陸斗、3月12日に根本鼓太郎、3月26日に西谷亮を2種登録した。
夏には横浜FCから5年ぶりの復帰となる杉本竜士を完全移籍で、松本から浜崎拓磨と戸島章を期限付き移籍で獲得した。一方、松橋優安が相模原に期限付き移籍した。
2年ぶりに参加した天皇杯は、2回戦で岡山に0-1で敗戦した。
第16節から5連勝して、永井は6月のJ2最優秀監督に選ばれたが、7月と8月は未勝利で終わる。9月1日、成績不振の責任を取り永井が辞任。コーチの堀が暫定監督をする事になった。また、コーチの藤吉信次と分析の鈴井智彦も辞任した。
最終成績は16勝10分16敗で前年と同じく12位。得点数は62でリーグ5位、だが失点数は66でリーグ3位と守備に課題を残す結果になった。
12月24日、Jリーグは一部報道などで表面化していた永井前監督の選手らへのパワーハラスメントを認定し、クラブに対し管理監督義務違反を認め、罰金100万円および譴責処分を科した。

#### 2022年
クラブスローガン ：「UNITE AS ONE -Going Forward-」
堀体制2年目。前年途中から暫定監督として指揮を執っていた堀が続投。
柴崎貴広が相模原、若狭大志が仙台、山下諒也が横浜FC、福村貴幸が琉球、佐藤優平がKリーグ2の全南ドラゴンズ、安在達弥が期限付き移籍先の沼津へ完全移籍。富澤清太郎は現役を引退、ジャイルトン・パライバが契約満了、安在和樹、浜崎拓磨、戸島章が期限付き移籍期間満了により退団。持井響太が相模原へ期限付き移籍し、松橋優安の相模原への期限付き移籍期間が延長された。
新戦力として長崎から高木和徹、いわきからバスケス・バイロン、大宮から山越康平、松本から阪野豊史、インドネシア・リーガ1のPSISスマランからアルハンを完全移籍で獲得。前年期限付き移籍だった梶川諒太が完全移籍へ移行となり、藤枝に期限付き移籍していた佐古真礼が復帰した。新人選手として国士舘大学から谷口栄斗、明治大学から加藤蓮と稲見哲行、法政大学から宮本優、日本体育大学から河村慶人が加入。ユースから西谷亮が昇格した。この結果、昨年まで在籍した選手が6割以上残るという近年のヴェルディでは珍しい編成になった。
夏には鹿島から染野唯月を期限付き移籍で獲得した。一方、山本理仁がG大阪に完全移籍し、新井瑞希がジル・ヴィセンテFC、端戸仁が鹿児島に期限付き移籍した。また阿野真拓が福井ユナイテッドFCに育成型期限付き移籍した。
開幕から第8節まで5勝3分と負けなしで、同節終了時に自動昇格圏の2位に浮上したものの、続く第9節にシーズン初の敗戦を喫して以降、前半戦終了となる第21節までの13試合で僅か1勝（5分7敗）に留まり、7試合連続勝利なし、昇格プレーオフ圏までは勝点差4ながら自動昇格圏の2位とは勝点差14の14位となった。第21節終了後の6月13日、クラブと堀監督双方合意の上、同日付で監督が退任し、城福浩が後任の新監督に就任。併せて前横浜FMスポーティングダイレクターの小倉勉のヘッドコーチ就任も発表された。
後半戦は2桁順位の前半で推移するが、新型コロナウィルス感染拡大で延期されていた第31節・水戸戦に勝利すると、首位の新潟や3位の岡山を破るなど最終節まで6連勝、最終順位を9位まで上げた。得点は去年と同じで62の4位タイ、失点は55に抑え4年ぶりに得失点差プラスでシーズンを終えた。
天皇杯はJ1の川崎、磐田に勝利してベスト8にまで進んだが、準々決勝で京都に敗れた。

#### 2023年
クラブスローガン ：「UNITE AS 1 -Time to Go-」
城福体制2年目。コーチに和田一郎、GKコーチに白井淳が新たに加わった。
ンドカ・ボニフェイスと新井瑞希が横浜FC、佐藤凌我が福岡、馬場晴也が札幌、井出遥也が神戸、山口竜弥が愛媛、端戸仁が前年期限付き移籍していた鹿児島へ完全移籍。染野唯月が期限付き移籍期間満了により鹿島に戻り、高木和徹がいわき、佐古真礼が長野、石浦大雅が愛媛、持井響太が沼津、松橋優安が山口、宮本優がJFLの高知ユナイテッドSCへ期限付き移籍して、阿野真拓の福井ユナイテッドFCへの期限付き移籍期間が延長された。
新戦力として名古屋から宮原和也、秋田から千田海人、横浜FCから齋藤功佑、オランダ・エールディヴィジのスパルタ・ロッテルダムからマリオ・エンゲルスを完全移籍で、鹿島から林尚輝、福岡から北島祐二を期限付き移籍で獲得。新人選手として国士舘大学から飯田雅浩と綱島悠斗、桐蔭横浜大学から楠大樹、関西学院大学から山田剛綺、東京国際大学から佐川洸介が加入。ユースからの昇格は無かった が、4月23日にユースの大久保祐希、白井亮丞、川口和也を2種登録した。また東洋大学の新井悠太の2025年シーズンからの入団が内定し、新井は特別指定選手に承認された。
夏には名古屋の甲田英將と鹿島に戻った染野を育成型期限付き移籍で、C大阪から中原輝、横浜FCから長谷川竜也を期限付き移籍で獲得した。一方、バスケス・バイロンが町田、加藤弘堅が長野、阪野豊史が今治に完全移籍。杉本竜士が群馬に期限付き移籍、橋本陸斗がYS横浜に育成型期限付き移籍し、マリオ・エンゲルスとの契約を解除した。
Jリーグの日となる5月15日に東京ヴェルディスピリットとして「挑み続け、感動を超えろ。WE ARE TOKYO VERDY」というメッセージを発表した。
序盤から上位をキープし、昇格争いに加わる。4月から5ヶ月間ホームで未勝利という苦しい時期もあったが、アウェイでは12節から最終節まで16試合無敗(11勝5分け)と好調。9月以降は無敗で2位争いを続け、最終節で勝利して2位の磐田と勝ち点で並んだが、得失点差で上回った磐田が自動昇格し、ヴェルディは3位でJ1昇格プレーオフに進んだ（2023年J2最終節）。得点は57、失点は同年のJ2最少の31にまで減らした。
この年のホームゲーム入場者数の平均は7,982人。J2降格後の最多記録となった。
天皇杯は3回戦でFC東京と12年ぶりの東京ダービーを繰り広げるも、PK戦の末に敗れた。
J1昇格プレーオフ準決勝は本拠地の味の素スタジアムで6位千葉とのオリジナル10対決に2-1で勝利。決勝は国立競技場で行われ、準決勝同様4位清水とのオリジナル10対決となった。チアゴ・サンタナに先制のPKを決められるも、後半アディショナルタイムに染野がPKを決め同点に追い付き1-1の引き分けで試合終了。年間順位が上位のチームが昇格するという規定に基づき、来季のJ1昇格が確定した。なお、J1昇格は2008年シーズン以来16年ぶりとなり、これはJ1に在籍経験があるクラブとしては史上最長ブランクとなる。

### 2024年 -（J1）

#### 2024年
クラブスローガン ：「さあ、俺たちの時代だ。」
城福体制3年目。
奈良輪雄太が現役を引退。梶川諒太と小池純輝、アルハンは契約満了となり、加藤蓮が横浜FM、高木和徹が千葉に完全移籍して、佐古真礼が盛岡、楠大樹と阿野真拓が宮崎、佐川洸介が群馬、飯田雅浩が八戸、宮本優がV大分に期限付き移籍、西谷亮が岐阜に育成型期限付き移籍した。また長谷川竜也と中原輝、北島祐二と甲田英將は期限付き移籍を終了し、橋本陸斗はYS横浜への育成型期限付き移籍期間が延長され、石浦大雅(愛媛)、持井響太(沼津)、杉本竜士(群馬)は期限付き移籍先に完全移籍した。
新戦力として千葉から見木友哉、大宮から袴田裕太郎、いわきから永井颯太と河村匠、町田から翁長聖を完全移籍で、G大阪から山見大登、京都から木村勇大と山田楓喜を期限付き移籍で獲得。山口から松橋優安が復帰し、国士舘大学から古川真人と山田裕翔、京都産業大学から食野壮磨、静岡学園高校から中村圭佑が加入して、林尚輝と染野唯月の期限付き移籍期間が延長された。また、ユースの白井亮丞と山本丈偉がトップチームに昇格した。この結果、平均年齢24.1歳という、非常に若いチームとなった。
3月17日、ブラジルのボタフォゴFCの契約を解除されたチアゴ・アウベスの加入が発表された。
夏には鹿島から松村優太を期限付き移籍で獲得。一方、8年半在籍した平智広が金沢に完全移籍し、山越康平が千葉、永井颯太が鹿児島、古川真人が富山、河村慶人と河村匠が秋田に期限付き移籍した。
スタッフ面ではヘッドコーチの小倉勉とコーチの保坂信之、フィジカルコーチの石井孝典が退団。和田一郎がヘッドコーチに昇格し、森下仁志と引退したばかりの奈良輪をトップチームコーチとして迎え入れ、コンディショニングコーチに能城裕哉が就任した。
国立競技場での開幕戦は横浜Fマリノス相手にリードするも、後半44分以降に2失点し敗戦。4月3日、第6節湘南ベルマーレ戦（レモンガススタジアム平塚）で2-1で勝利し、J1在籍経験を持つクラブとしては史上最長ブランクとなる5646日ぶりにJ1で勝利を収めた。またこの勝利は同時に、J1でのアウェイゲーム通算100勝となった。
シーズン前半、特に序盤は試合の終盤(後半残り5分や後半AT)に失点・得点することが多く、ファンからは「ヴェルディ劇場」と呼ばれた。5月13日にはYouTubeのJリーグ公式チャンネルでもその失点・得点シーンだけをまとめた動画も公開された。
開幕前は多くのスポーツ評論家から降格候補に挙げられていたが、選手達の成長と監督の采配が噛み合い、先述の「ヴェルディ劇場」によって勝点を積み重ねていく。第25節広島戦からはシーズン初の連敗を含む3戦勝ちなしかつ無得点と苦しんだ時期もあったが、その後は4連勝と復調。そして第34節のホーム浦和戦での逆転勝利で20年ぶりとなるJ1残留を決めた。最終成績は14勝14分10敗の6位、J1では2004年の9位以来の一桁順位、年間順位としては1995年の2位以来の好成績となった。
この年のホームゲーム入場者数の平均は20,976人。昨年度の約2.6倍と大幅に増加した。
16年ぶりに参戦したルヴァンカップは3回戦で広島に敗戦。天皇杯も3回戦で湘南に敗れた。

#### 2025年
城福体制4年目。ヴェルディの監督在任最長記録を更新した。
チアゴ・アウベスが契約満了し、宮本優が現役を引退。見木友哉が福岡、佐藤久弥が琉球、山越康平が徳島、山田裕翔がいわき、河村慶人が鹿児島、佐川洸介が秋田、橋本陸斗が神戸、楠大樹と阿野真拓が期限付き移籍先の宮崎に完全移籍して、袴田裕太郎が熊本、永井颯太が琉球、河村匠が鳥取、飯田雅浩が讃岐に期限付き移籍した。また山田楓喜と松村優太が期限付き移籍を終了し、古川真人(富山)と西谷亮(岐阜)の期限付き移籍期間が延長された。
新戦力として磐田から平川怜と鈴木海音、G大阪から福田湧矢、湘南から馬渡洋樹を完全移籍で獲得。明治大学から内田陽介と熊取谷一星が加入して、染野唯月、林尚輝、木村勇大、山見大登が期限付き移籍から完全移籍へ移行し、盛岡から佐古真礼が復帰、特別指定選手だった新井悠太が正式に加入した。またユースから川村楽人が昇格し、仲山獅恩が2種登録選手になった。
シーズン開幕後の3月31日、ポルティモネンセSCから川崎修平を期限付き移籍で獲得した。
7月7日から開催されたEAFF E-1サッカー選手権の日本代表に綱島悠斗が選ばれ、第2戦中国戦に出場した。ヴェルディに所属している選手がA代表に選出されたのは2019年の渡辺皓太以来6年ぶり、代表の試合に出場したのは2008年の大黒将志以来17年ぶり。
シーズン中盤の移籍期間に千田海人が鹿島、翁長聖が長崎、木村勇大が名古屋、綱島悠斗がベルギーのロイヤル・アントワープFCに完全移籍した。一方、水戸から寺沼星文、秋田から井上竜太、千葉から松田陸、山形から吉田泰授を完全移籍で、G大阪から唐山翔自を期限付き移籍で獲得。また日本大学の平尾勇人の2027年度からの加入が内定し、平尾はJFA・Jリーグ特別指定選手に承認された。
ルヴァンカップはプレーオフラウンドまで勝ち進んだが、ホーム・アウェイ共に柏に敗戦した。天皇杯は4回戦で名古屋に敗れた。

## タイトル

### 国内タイトル
- J1リーグ
  - 年間：2回
    - 1993, 1994

  - 2ndステージ：3回
    - 1993, 1994, 1995
- Jリーグカップ：3回
  - 1992, 1993, 1994
- 天皇杯 JFA 全日本サッカー選手権大会：2回
  - 1996, 2004
- スーパーカップ：3回
  - 1994, 1995, 2005

### その他タイトル
- サンワバンクカップ：1回
  - 1994
- コパ・ド・KANAGAWA：1回
  - 1996

### 個人別
- J1リーグ
  - 最優秀選手
    - 1993年 - 三浦知良
    - 1994年 - ペレイラ

  - ベストイレブン
    - 1993年 - 柱谷哲二、ペレイラ、ラモス瑠偉、三浦知良
    - 1994年 - 菊池新吉、ペレイラ、柱谷哲二、北澤豪、ラモス瑠偉、ビスマルク、武田修宏
    - 1995年 - 菊池新吉、柱谷哲二、ビスマルク、三浦知良
    - 1996年 - 三浦知良
    - 1999年 - 中澤佑二

  - 得点王
    - 1996年 - 三浦知良

  - 新人王
    - 1999年 - 中澤佑二
    - 2004年 - 森本貴幸

  - フェアプレー個人賞
    - 2000年 - 米山篤志
    - 2004年 - 高木義成
- Jリーグカップ
  - 最優秀選手
    - 1992年 - 三浦知良
    - 1993年 - ビスマルク
    - 1994年 - ビスマルク
- J2リーグ
  - 得点王
    - 2007年 - フッキ

  - ベストイレブン
    - 2023年 - 宮原和也、森田晃樹

  - 月間MVP
    - 2017年10月 - ドウグラス・ヴィエイラ

  - フェアプレー個人賞
    - 2023年 - マテウス

  - 月間優秀監督賞
    - 2021年6月 - 永井秀樹
    - 2022年10月 - 城福浩
    - 2023年10月 - 城福浩

### その他
- J2リーグ
  - フェアプレー賞 - 2017、2018、2019、2020、2021、2022
- Jリーグ最優秀育成クラブ賞
  - 2011年、2014年、2020年

## 個人成績

### ハットトリック
J1
- 3得点[50]
  - 武田修宏 (1993年11月6日 2nd第10節 G大阪戦)
  - 三浦知良 (1993年12月8日 2nd第17節 浦和戦)
  - ベンチーニョ (1994年8月17日 2nd第3節 磐田戦)
  - 三浦知良 (1995年9月2日 2nd第6節 鹿島戦)
  - 三浦知良 (1995年9月13日 2nd第9節 横浜F戦)
  - 三浦知良 (1996年11月6日 Jリーグ第29節 市原戦)
  - 高木琢也 (1998年4月29日 1st第9節 福岡戦)
  - 平本一樹 (2005年4月28日 J1第8節 名古屋戦)
  - ワシントン (2005年10月1日 J1第26節 磐田戦)
  - 谷口栄斗（2024年11月30日 J1第37節 川崎戦）

Jリーグカップ
- 3得点[51]
  - 三浦知良　(1992年9月19日 YNC第4節 G大阪戦)
  - ビスマルク (1993年8月3日 YNC準決勝 G大阪戦)
  - エジムンド (2002年5月12日 YNC予選Bグループ/第6節 神戸戦)
  - エムボマ　(2003年7月16日 YNC予選Aグループ/第6節 磐田戦)

J2
- 3得点
  - 平本一樹 (2006年4月15日 J2第9節 草津戦)
  - フッキ (2007年5月6日 J2第14節 京都戦)
  - フッキ (2007年7月11日 J2第27節 仙台戦)
  - フッキ (2007年9月2日 J2第38節 草津戦)
  - ディエゴ (2007年9月30日 J2第43節 札幌戦)
  - 平繁龍一 (2011年5月14日 J2第12節 北九州戦)
  - 中島翔哉 (2012年10月21日 J2第39節 栃木戦)
  - 小池純輝 (2019年10月12日 J2第36節 琉球戦)
  - 小池純輝 (2019年11月24日 J2第42節 岐阜戦)

## スタジアム・練習場

### ホームスタジアム
創部から現在に至るまでホームタウンの変更も伴い紆余曲折がある。
読売クラブ時代（1969年-1992年/ホームタウンは東京都）は、東京都に位置する国立競技場、駒沢陸上競技場や西が丘サッカー場を主とし、神奈川県に位置する等々力陸上競技場も一部利用していた。
ヴェルディ川崎時代（1993-2000年/ホームタウンは神奈川県川崎市）は、川崎市に位置する等々力陸上競技場を主とし、東京都に位置する国立競技場もホームスタジアムとして多く利用していた（その他の開催スタジアムは「当項目」を参照）。
現在の東京ヴェルディ（2001~/ホームタウンは東京都）は、東京都に位置する味の素スタジアムを主とし、一部の試合では国立競技場、駒沢陸上競技場や西が丘サッカー場を使用している。

#### Jリーグ発足時

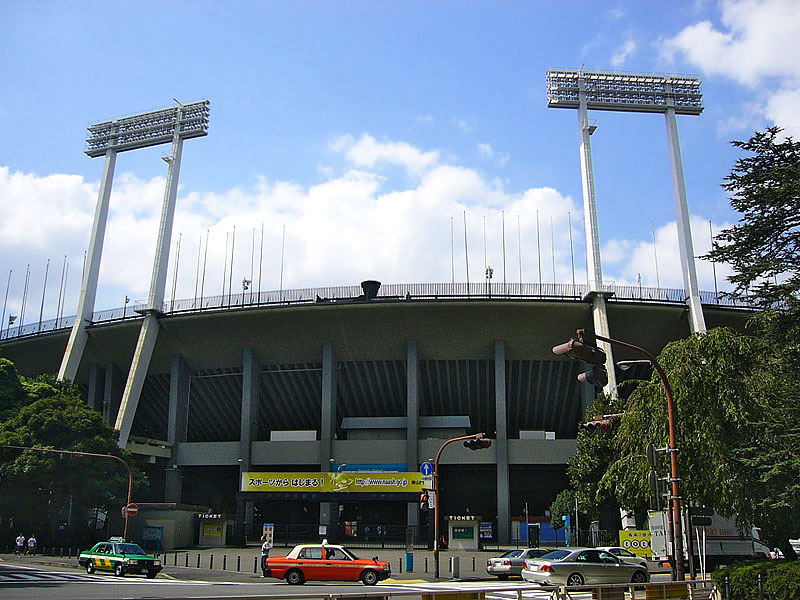
国立霞ヶ丘陸上競技場

Jリーグが基準（必ず具備しなければならない）としたスタジアムの規格は観客席15,000席以上。Jリーグ発足時、規格を満たしていた東京都内のスタジアムは国立霞ヶ丘競技場陸上競技場と駒沢オリンピック公園総合運動場陸上競技場の2つ（駒沢は病院が近接しており、騒音・照明等の社会通念上本拠地として望ましくないため、実質国立競技場のみであった）。読売クラブは国立競技場をホームスタジアムとし、東京都を本拠地としたまま活動を望んでいたが、Jリーグは国立競技場を聖地、「中立地」として扱うこととしたため、東京都を本拠地とする構想は断念。隣接の神奈川県川崎市を本拠地として活動することとなった。

#### 東京都移転構想・第一次
1993年、東京都調布市のアメリカ軍調布基地跡地に「武蔵野の森スタジアム（仮称）構想」が持ち上がる（後に「東京スタジアム」として具体化）と、ヴェルディは、同地への移転構想を発表し、調布市も市議会定例会で「プロサッカーチーム誘致に関する決議」を全会一致で決定するなど、積極的に誘致に乗り出した。数年後のスタジアム完成までの本拠地が不透明で、なおかつJリーグ開幕初年度での移転構想という事もあり、地域密着理念の全面否定と受け取ったJリーグは拒絶した。また、等々力陸上競技場の大規模改修に着手した時点での移転通告を受けた川崎市が反発し、移転には同意しないと通告。調布市も非難の声が寄せられたこともあり 誘致の前提条件として円満解決を提示。程なくして、ヴェルディはJリーグ実行委員会からの白紙撤回勧告を了承することになり、移転構想は一旦立ち消えとなった。

#### 東京都移転構想・第二次
1999年10月、ヴェルディは「川崎では経営の見通しが立たない」との理由を掲げ、再度東京への移転構想を発表する。東京スタジアムの2001年からの開業が見込まれており（なお、東京都内では東京ガスサッカー部（現在のFC東京）が「東京スタジアム」の将来利用を前提として活動）、移転後も川崎フロンターレの昇格によって等々力でJ1の試合を開催できるという環境が整い、川崎市からの移転容認も得られたが、東京移転後は等々力でのホームゲーム開催を一切認めないなど、両者の関係は冷却したままで終了することになった。Jリーグクラブの本拠地移転は基本的に求められていなかったが、当時のJリーグチェアマンだった川淵三郎の「ヴェルディには潰れてほしくない」という思いもあって特例的に本拠地移転が認められ、ヴェルディは2001年シーズンより川崎市から東京都へホームタウンを移し、東京スタジアムをホームスタジアムとした。

#### 東京都移転後

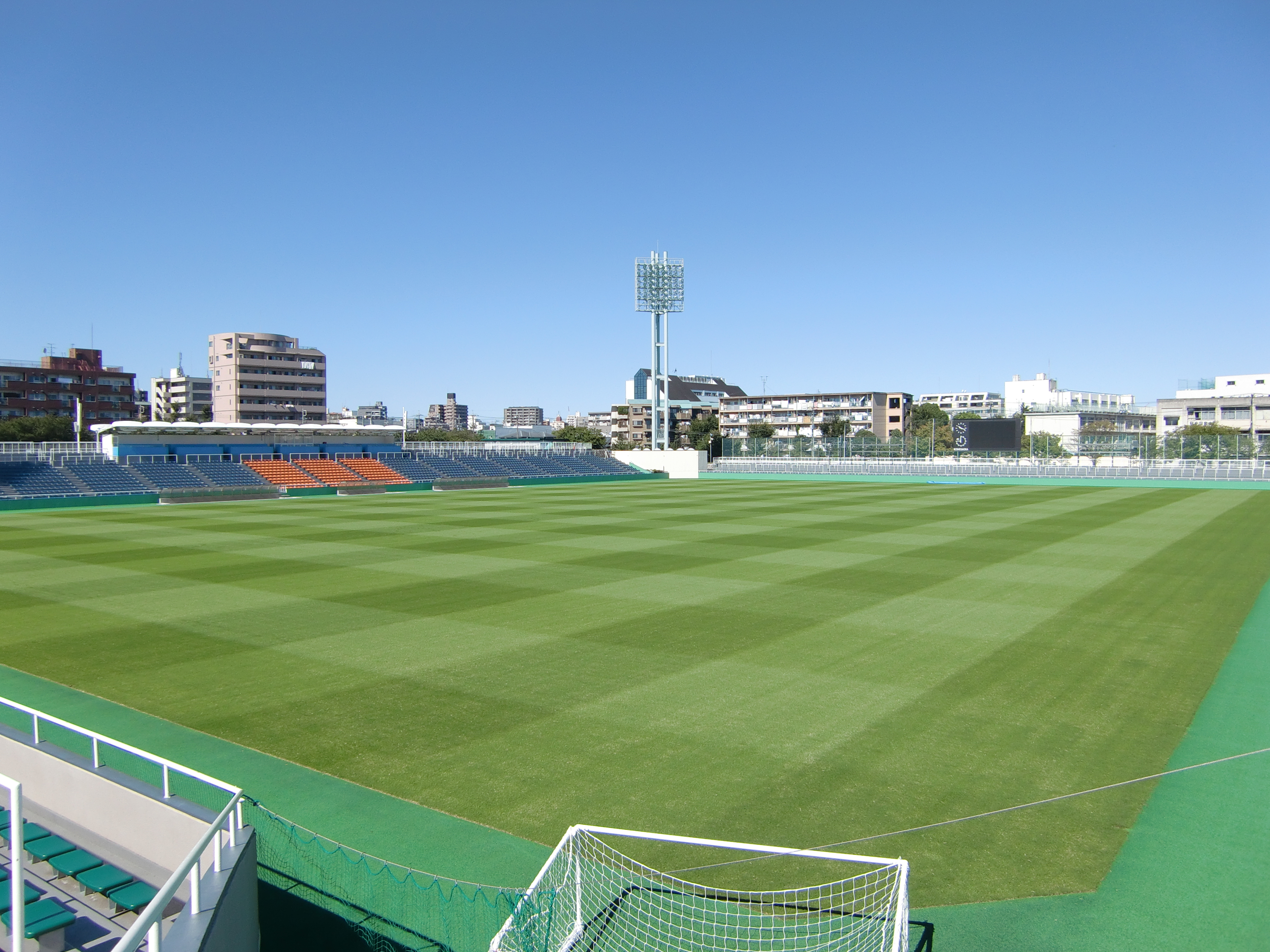
味の素フィールド西が丘
（国立西が丘サッカー場）

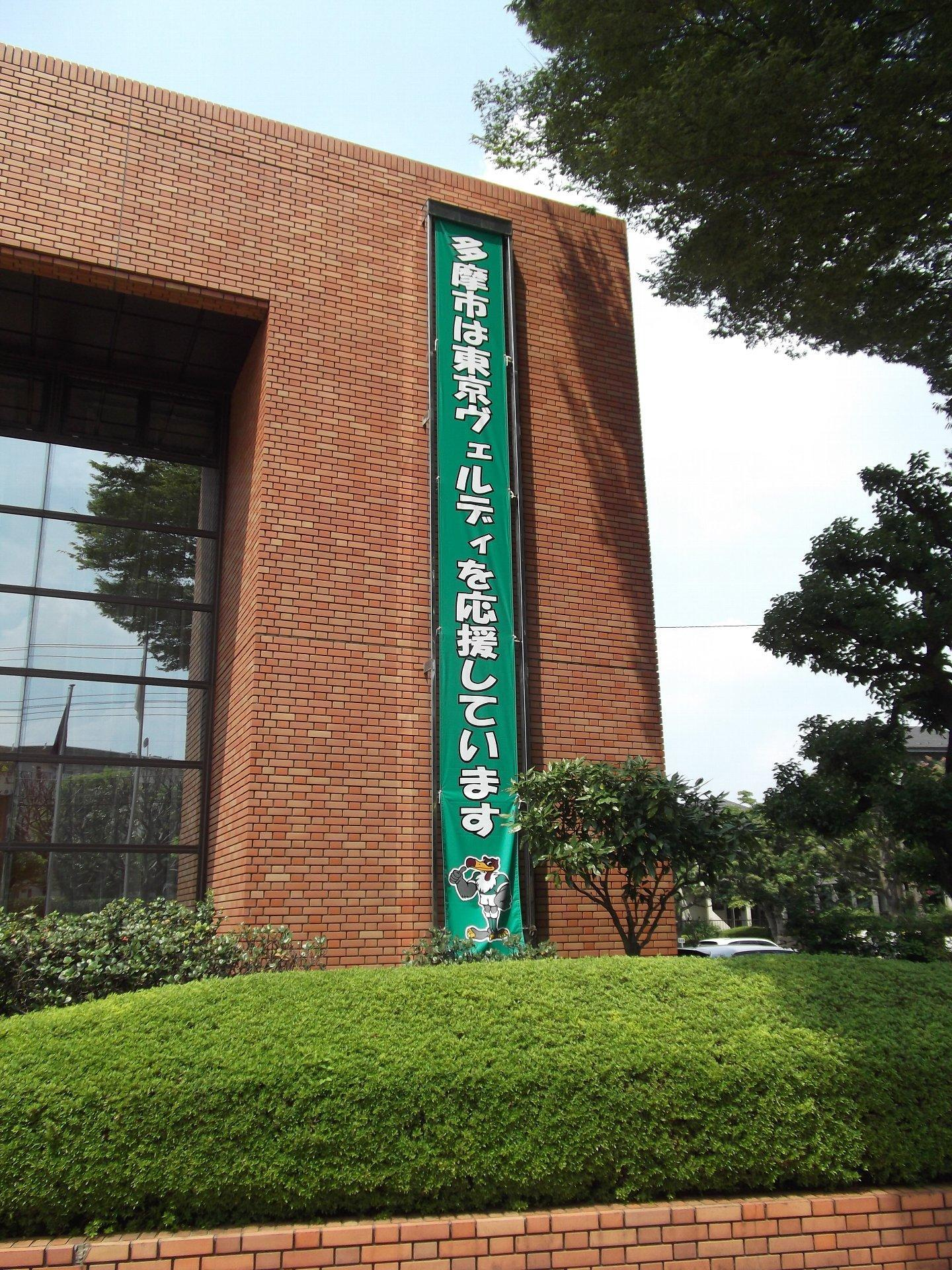
多摩市立総合体育館に設置された
東京Vを応援する垂れ幕

東京への移転後は味の素スタジアム（以下「味スタ」）をホームスタジアムとしている（その他の開催スタジアムは「当項目」を参照）。東京V主催試合で、味スタ使用の場合はJ2では多くの試合で経費削減のためスタジアムの上層部は閉鎖となる。なお、試合当日に雨が降った場合、下層部の大半の席が雨に濡れてしまうということもあり、上層部の一部を開放することもある。2006年はホームゲーム24試合のうち味スタでの開催が半分未満の11試合に留まり別会場での開催を強いられたが、これは日程が重なった場合には上位ディビジョンのチームに開催優先権が認められるとしていたためであり、同年は東京VがJ2に所属する一方でFC東京はJ1に所属していた。
2009年、崔暢亮会長は使用料とFC東京との兼ね合いを苦として2010年後半からの味スタ撤退を掲げた が、崔ら経営陣は2010年6月に退いたこともありこの案は凍結された。

### 練習場
東京Vの運営会社の経営理念によると、ホームタウンは運営会社の本社がある稲城市のほか、町田市 を除く南多摩地区の日野市、多摩市、立川市と認識しており、稲城、日野、多摩、立川の4都市は出資もしている。また、連携協定を結んでいる北区（味の素フィールド西が丘周辺）、板橋区、足立区、東大和市でも積極的にイベント・PR活動を展開している。
2010年10月29日には、羽生英之社長が「練習場の賃料が高すぎる」ことを理由によみうりランドから撤退する考えのあることを明らかにした。よみうりランドの使用料は従来年間で約3億5000万円と非常に高額で、利用料減免を受けた2010年でも約1億5000万円となお経営を圧迫していたことが理由として挙げられた。新練習場の候補としては、大株主のバディの施設がある八王子市 などが挙がっていた。
2010年12月31日、2011年もよみうりランドを練習場として継続使用することが公式発表された。なお、2011年より一部練習において多摩市立陸上競技場を使用する。

## ユニフォーム

### チームカラー
- グリーン

### ユニフォームスポンサー
| 掲出箇所   | スポンサー名           | 表記                         | 掲出年                   | 備考 |
| ---------- | ---------------------- | ---------------------------- | ------------------------ | --- |
| 胸         | 日本瓦斯               | ニチガス NICIGAS             | 2021年 -                 | 2019年 - 2020年は鎖骨 2021年 - 2022年は「NICIGAS」表記                                                                                      |
| 鎖骨       | ゼビオホールディングス | THE SUPER SPORTS XEBIO GROUP | 2024年‐                  | 2010年後半は胸 2011年 - 2015年は袖 2010年後半 - 2014年は「Victoria」表記 2022年 - 2023年はパンツ前面 2022年は「XEBIO GROUP」表記 左側に掲出 |
| 背中上部   | ミロク情報サービス     | MJS                          | 2009年 -                 | 2008年はパンツ |
| 背中下部   | クラスメソッド         | classmethod                  | 2025年 -                 | |
| 袖         | グッドコムアセット     | Good Com Asset               | 2017年 - 2020年 2025年 - | 2017年 - 2020年は「グッドコムアセット」表記                                                                                                 |
| パンツ前面 | BRIグループ            | BRI                          | 2015年 - 2020年 2025年 - | |
| パンツ後面 | なし                   | -                            | -                        | |

### ユニフォームサプライヤーの遍歴
- 1992年：プーマ
- 1993年 - 1996年：ミズノ（1995 - 96年度のカップ戦では1993 - 94年度で使用していたリーグ・カップ戦兼用のユニフォームを使用）
- 1997年 - 2006年：ナイキ（1997年度のリーグ戦ではナイキがJリーグのサプライ契約を結んでいなかったので、ナイキのロゴを付ける事が出来ずヴェルディの自主製作扱いとされた）
- 2007年 - 2010年：カッパ
- 2011年：エネーレ
- 2012年 - 現在：アスレタ

### 歴代ユニフォーム
| FP 1st      | FP 1st      | FP 1st      | FP 1st      | FP 1st |
| ----------- | ----------- | ----------- | ----------- | ------ |
| 1992        | 1993 - 1994 | 1995 - 1996 | 1997        | 1998   |
| 1999 - 2000 | 2001 - 2002 | 2003 - 2004 | 2005 - 2006 | 2007   |
| 2008        | 2009        | 2010        | 2011        | 2012   |
| 2013        | 2014        | 2015        | 2016        | 2017   |
| 2018        | 2019        | 2020        | 2021        | 2022   |
| 2023        | 2024        | 2025 -      |             |        |
|             |             |             |             |        |

| FP 2nd      | FP 2nd      | FP 2nd      | FP 2nd      | FP 2nd |
| ----------- | ----------- | ----------- | ----------- | ------ |
| 1992        | 1993 - 1994 | 1995 - 1996 | 1997        | 1998   |
| 1999 - 2000 | 2001 - 2002 | 2003 - 2004 | 2005 - 2006 | 2007   |
| 2008        | 2009        | 2010        | 2011        | 2012   |
| 2013        | 2014        | 2015        | 2016        | 2017   |
| 2018        | 2019        | 2020        | 2021        | 2022   |
| 2023        | 2024        | 2025 -      |             |        |
|             |             |             |             |        |

| FP Other              | FP Other                     | FP Other              | FP Other          | FP Other |
| --------------------- | ---------------------------- | --------------------- | ----------------- | -------- |
| 1995 - 1996 · CUP 1st | 1995 - 1996 · CUP 2nd        | 2012 3rd              | 2019 · 創立50周年 | 2020 3rd |
| 2021 3rd              | 2021 · アスレタ · 契約10周年 | 2022 3rd              | 2023 3rd          | 2024 3rd |
| 2024 · ニチガス · DAY | 2025 3rd                     | 2025 · ニチガス · DAY |                   |          |
|                       |                              |                       |                   |          |

### 歴代ユニフォームスポンサー表記
| 年度 | 箇所                               | 箇所                         | 箇所      | 箇所                 | 箇所                                  | 箇所                 | 箇所                         | 箇所       | サプライヤー |
| 年度 | 胸                                 | 鎖骨左                       | 鎖骨右    | 背中上部             | 背中下部                              | 袖                   | パンツ前面                   | パンツ背面 | サプライヤー |
| 1992 | Coca-Cola                          | 解禁前                       | 解禁前    | Coca-Cola            | 解禁前                                | マクドナルド         | -                            | 解禁前     | PUMA         |
| 1993 | Coca-Cola                          | 解禁前                       | 解禁前    | Coca-Cola            | 解禁前                                | マクドナルド         | -                            | 解禁前     | Mizuno       |
| 1994 | Coca-Cola                          | 解禁前                       | 解禁前    | Coca-Cola            | 解禁前                                | マクドナルド         | -                            | 解禁前     | Mizuno       |
| 1995 | Coca-Cola                          | 解禁前                       | 解禁前    | Coca-Cola            | 解禁前                                | マクドナルド         | -                            | 解禁前     | Mizuno       |
| 1996 | MALT'S                             | 解禁前                       | 解禁前    | SUNTORY              | 解禁前                                | KONAMI               | -                            | 解禁前     | Mizuno       |
| 1997 | MALT'S                             | 解禁前                       | 解禁前    | SUNTORY              | 解禁前                                | KONAMI               | -                            | 解禁前     | NIKE         |
| 1998 | MALT'S                             | 解禁前                       | 解禁前    | SUNTORY              | 解禁前                                | KONAMI               | -                            | 解禁前     | NIKE         |
| 1999 | KONAMI                             | 解禁前                       | 解禁前    | KONAMI               | 解禁前                                | KONAMI               | -                            | 解禁前     | NIKE         |
| 2000 | KONAMI                             | 解禁前                       | 解禁前    | KONAMI               | 解禁前                                | KONAMI               | -                            | 解禁前     | NIKE         |
| 2001 | KONAMI                             | 解禁前                       | 解禁前    | KONAMI               | 解禁前                                | KONAMI               | -                            | 解禁前     | NIKE         |
| 2002 | 楽天 ICHIBA                        | 解禁前                       | 解禁前    | CORNES               | 解禁前                                | KONAMI               | -                            | 解禁前     | NIKE         |
| 2003 | 楽天 ICHIBA                        | 解禁前                       | 解禁前    | CORNES               | 解禁前                                | M support            | FIELDING                     | 解禁前     | NIKE         |
| 2004 | LEOC                               | 解禁前                       | 解禁前    | CORNES               | 解禁前                                | TOMAS                | FIELDING                     | 解禁前     | NIKE         |
| 2005 | CyberAgent                         | 解禁前                       | 解禁前    | サイバーエージェント | 解禁前                                | TOMAS                | FIELDING                     | 解禁前     | NIKE         |
| 2006 | CyberAgent （J2） / 日テレ （ACL） | 解禁前                       | 解禁前    | CyberAgent           | 解禁前                                | TOMAS                | SOPH.                        | 解禁前     | NIKE         |
| 2007 | Ameba by CyberAgent                | 解禁前                       | 解禁前    | CyberAgent           | 解禁前                                | TOMAS                | vap                          | 解禁前     | Kappa        |
| 2008 | Ameba                              | 解禁前                       | 解禁前    | - / 日テレ55         | 解禁前                                | TOMAS                | MJS                          | 解禁前     | Kappa        |
| 2009 | -                                  | 解禁前                       | 解禁前    | MJS                  | 解禁前                                | TOMAS                | 中央高等学院                 | 解禁前     | Kappa        |
| 2010 | - / XEBIO                          | 解禁前                       | 解禁前    | MJS                  | 解禁前                                | 法律事務所オーセンス | - / Victoria                 | 解禁前     | Kappa        |
| 2011 | 飯田産業                           | 解禁前                       | 解禁前    | MJS                  | 解禁前                                | XEBIO                | Victoria                     | 解禁前     | ennerre      |
| 2012 | 飯田産業                           | 解禁前                       | 解禁前    | MJS                  | 解禁前                                | XEBIO                | Victoria                     | 解禁前     | ATHLETA      |
| 2013 | - / GAGA MILANO                    | 解禁前                       | 解禁前    | MJS                  | 解禁前                                | XEBIO                | Victoria                     | 解禁前     | ATHLETA      |
| 2014 | - / 緑の心臓                       | 解禁前                       | 解禁前    | MJS                  | 解禁前                                | XEBIO                | Victoria                     | 解禁前     | ATHLETA      |
| 2015 | 緑の心臓                           | 解禁前                       | 解禁前    | MJS                  | 解禁前                                | XEBIO                | BRI                          | 解禁前     | ATHLETA      |
| 2016 | Create                             | 解禁前                       | 解禁前    | MJS                  | 緑の心臓                              | 錦秀会グループ       | BRI                          | 解禁前     | ATHLETA      |
| 2017 | ISPS HANDA                         | 解禁前                       | 解禁前    | MJS                  | e-grand                               | グッドコムアセット   | BRI                          | 解禁前     | ATHLETA      |
| 2018 | ISPS HANDA                         | HANDA Watch World            | MISUZU    | MJS                  | e-grand                               | グッドコムアセット   | BRI                          | 解禁前     | ATHLETA      |
| 2019 | Akatsuki                           | NICIGAS                      | - / Paidy | MJS                  | e-grand                               | グッドコムアセット   | BRI                          | 解禁前     | ATHLETA      |
| 2020 | Akatsuki                           | NICIGAS                      | -         | MJS                  | e-grand                               | グッドコムアセット   | BRI                          | -          | ATHLETA      |
| 2021 | NICIGAS                            | SEGASammy                    | -         | MJS                  | e-grand                               | -                    | -                            | -          | ATHLETA      |
| 2022 | NICIGAS                            | SEGASammy                    | -         | MJS                  | e-grand                               | -                    | XEBIO GROUP                  | -          | ATHLETA      |
| 2023 | ニチガス NICIGAS                   | SEGASammy                    | -         | MJS                  | e-grand                               | -                    | THE SUPER SPORTS XEBIO GROUP | -          | ATHLETA      |
| 2024 | ニチガス NICIGAS                   | THE SUPER SPORTS XEBIO GROUP | -         | MJS                  | H&K inc. AI&DX -Upgrade Your Reality- | TOKYO♡GREEN          | -                            | -          | ATHLETA      |
| 2025 | ニチガス NICIGAS                   | THE SUPER SPORTS XEBIO GROUP | -         | MJS                  | classmethod                           | Good Com Asset       | BRI                          | -          | ATHLETA      |

- エンブレム上に、リーグ年間優勝回数を表す星が2つ付いている。

## 育成組織
読売サッカークラブ時代からユース組織による育成を行っており、男子トップチームの育成組織として「ヴェルディサッカースクール」を東京都内の他に、神奈川県相模原市（京王電鉄沿線）、栃木県小山市、千葉県習志野市、静岡県、岩手県に展開している。ユース年代で継続して良い成績を残し、ユースからトップへの昇格も多い。2005年には東京Vユースが日本クラブユースサッカー選手権 (U-18)大会、高円宮杯全日本ユース(U-18)サッカー選手権大会の2冠を達成した。2010年には東京Vユースが東京都サッカートーナメントで優勝し、第90回天皇杯全日本サッカー選手権大会に出場（1回戦敗退）した。クラブで育った選手がそのままコーチとして子供たちを教えることが多いのが東京Vの育成組織の一つの特徴である。また、変わったところでは、株主のバディ企画研究所（バディスポーツ幼児園）と提携する形で、多摩市永山に「東京ヴェルディサッカー幼児園」を設置している。
東京Vユースの主要世界・全国タイトルは、Jリーグユースチーム最多の計21回である。
東京Vジュニアユースの主要全国タイトルは、Jリーグジュニアユースを含むジュニアユース世代のチームの中で全国最多の計17回である。
東京Vジュニアの主要全国タイトルは、Jリーグジュニアを含むジュニア世代のチームの中で全国最多の計10回である。
サッカー以外では、2001年の東京移転にあわせて、バレーボールの東京教員クラブを引き継ぎ東京ヴェルディバレーボールチームを発足させた。他にもトライアスロンとビーチバレー、eスポーツチームや軟式野球、ベースボール5チームの東京ヴェルディ・バンバータ等がある。これらは、Jリーグの目指す総合スポーツクラブへの一環であり、2018年に一般社団法人「東京ヴェルディクラブ」を創設。男女サッカー部以外の各スポーツ部活動を同社団に統合して運営している。

### アカデミー
アカデミーには次がある。
- ヴェルディユース
- ヴェルディジュニアユース
- ヴェルディジュニア

### 支部・準支部・提携クラブ
支部・準支部・提携クラブには次がある。
- ヴェルディS.S.岩手 - 岩手県
- ヴェルディS.S.小山 - 栃木県小山市
- ウイングスSC - 栃木県鹿沼市
- ヴェルディS.S.レスチ - 東東京（足立区、葛飾区）および千葉東葛（流山市、柏市）
- ヴェルディS.S.アジュント
- ヴェルディS.S.相模原 - 神奈川県相模原市
- Wings - 千葉県習志野市
- F.C.ヴァーデュア三島 - 静岡県三島市
- S.S.CANTERA - 埼玉県日高市

### 主な獲得タイトル

#### ユース
世界大会
- ゴシアカップ

優勝2回（2015年、2017年）
世界招待大会
- サニックス杯国際ユースサッカー大会

優勝2回（2006年、2008年）
- Jリーグインターナショナルユースカップ

優勝1回（2024年）
国内大会
- 日本クラブユースサッカー選手権 (U-18)大会

優勝14回（1979年、1980年、1981年、1985年、1986年、1988年、1989年、1990年、1991年、1992年、1993年、2005年、2010年、2011年）
- Jリーグユース選手権大会

優勝3回（1993年、1996年、2024年）
- 高円宮杯全日本ユース(U-18)サッカー選手権大会

優勝1回（2005年）
- 高円宮杯 JFA U-18サッカープレミアリーグイースト

優勝1回（2012年）
- 東京都サッカートーナメント

優勝1回（2010年）

#### ジュニアユース
世界招待大会
- 東京国際ユース(U-14)サッカー大会

優勝1回（2010年）
全国大会
- 日本クラブユースサッカー選手権 (U-15)大会

優勝6回（1986年、1988年、1989年、1990年、1991年、2004年）
- 高円宮杯 JFA 全日本U-15サッカー選手権大会

優勝5回（1989年、1993年、1996年、2003年、2004年）
- JFAプレミアカップ

優勝5回（1997年、1999年、2000年、2001年、2006年）
地域リーグ
- 関東ユース (U-15)サッカーリーグ

優勝1回（2007年）

#### ジュニア
全国大会
- JFA 全日本U-12サッカー選手権大会

優勝4回（1988年、1999年、2007年、2024年）
- 全農チビリンピック

優勝1回（2007年）
全国フットサル大会
- JFA 全日本U-12フットサル選手権大会

優勝6回（1991年、1994年、1999年、2002年、2007年、2009年）

## 業績推移
| 決算年度 | 売上高 | 営業利益 | 経常利益 | 当期純利益 |
| -------- | ------ | -------- | -------- | ---------- |
| 2005年度 | 3,077  | 5        | 2        | 1          |
| 2006年度 | 2,143  | ▲872     | ▲878     | ▲878       |
| 2007年度 | 2,672  | 10       | 4        | 4          |
| 2008年度 | 4,144  | 10       | 1        | 1          |
| 2009年度 | 888    | ▲1,454   | ▲1,457   | 1          |
| 2010年度 | 718    | ▲363     | ▲364     | ▲363       |
| 2011年度 | 1,075  | 6        | 6        | 6          |
| 2012年度 | 1,470  | 7        | 5        | 5          |
| 2013年度 | 1,236  | ▲67      | ▲69      | ▲70        |
| 2014年度 | 1,220  | 4        | 5        | 5          |
| 2015年度 | 1,311  | 12       | 10       | 8          |
| 2016年度 | 1,391  | ▲26      | ▲30      | 3          |
| 2017年度 | 1,622  | 2        | 2        | 1          |
| 2018年度 | 1,852  | 4        | 3        | 1          |
| 2019年度 | 1,938  | 6        | 3        | 1          |
| 2020年度 | 1,493  | ▲512     | ▲527     | ▲527       |
| 2021年度 | 1,755  | ▲105     | ▲105     | ▲105       |
| 2022年度 | 2,116  | 14       | 18       | 16         |
| 2023年度 | 2,818  | 17       | 6        | 6          |

※単位：百万円

## 経営問題

### ヴェルディ川崎時代
読売サッカークラブ時代から読売グループが親会社だった時代はグループ全体で多額の資金をつぎ込んでチーム強化に充ててきたが、同じく読売グループが親会社であるプロ野球・読売ジャイアンツと異なりチーム名に企業名を表記できないために球団経営で生じた赤字を親会社の広告費として損金処理できず、プロ野球と同じビジネスモデル が通用せず赤字だけが膨らむ構造となり、1996年には20億円、1997年には26億5000万円、1998年には22億円の赤字を計上。渡邉恒雄は「ヴェルディ川崎の赤字は限界（に達している）」と述べ、1998年をもって読売新聞社とよみうりランドが経営から撤退した。
このため1999年には大幅な経費節減に取り組んだが、等々力陸上競技場での観客動員が予想を上回る勢いで減少を続け、川崎フロンターレとの競合も避けられないことから、1999年10月に経営再建策として、「投資してもリターンがない」（坂田信久社長） 川崎を離れ、東京への移転計画を発表。Jリーグ側が安定経営・経営改善のためならば了承するという姿勢を採ったため、2001年より実行に移した。
2006年3月、サイバーエージェントが株式の48.1%を取得し、50.7%を保有して同社を連結子会社として維持する日本テレビ放送網に次ぐ大株主となった が、思うように利益を得ることが出来なかったことを理由に2008年1月にサイバーエージェントが株式を売却。再び日本テレビが単独大株主となった。

### 東京ヴェルディ1969以降
2009年9月16日、日本テレビ放送網が保有する日本テレビフットボールクラブ株式を、読売クラブOBの崔暢亮らが中心になり、同年7月に設立した東京ヴェルディホールディングス株式会社（以下東京VHD）に2009年9月30日付で譲渡。これに伴い、読売グループの主要企業は東京Vの運営から完全に手を引いた。
これに先立つ2009年9月15日のJリーグ理事会で上記の株式譲渡が承認された。そこでは、
1. 2009年度の東京Vの運営費用は、日本テレビ放送網株式会社が負担する。
2. 東京VHDは、2009年11月16日までにスポンサー料収入として、5億4,000万円分の契約を確定し計画の金額を満たさなければならない。
3. スポンサー契約が事業計画の金額に満たない場合は、2009年シーズンをもってJリーグを退会。

等の条件が課された。
2009年10月21日、運営会社の商号（社名）を株式会社日本テレビフットボールクラブから「東京ヴェルディ1969フットボールクラブ株式会社」（以下当項では東京VFCと記載する）に変更した。
上記の条件のうち、スポンサー料の5億4千万円に対しての協賛支援表明等が2009年11月16日までに集まり、理事会で2010年シーズンもJリーグ加盟が認可された。
2010年1月29日のJリーグ臨時理事会、2月16日の同理事会にて経営状況についての審議が行われた際には、予算が理事会承認時の予算よりも1億5000万円上回っていたことが判明し、予算の見直しを受けるとともに、同理事会前にJリーグが作成した合意書に調印する旨を言い渡された。
Jリーグが2010年5月に行った業務監査では、スポンサー収入5億4000万円のうち、実際に入金されたのは半分程度で、人件費の穴埋めなどを入れると4億円程度の資金投入が必要とされたため、このままの状態では2010年6月にも資金が底を突く可能性が濃厚となった。2月に行われたJリーグチェアマン鬼武健二と東京ヴェルディ会長崔暢亮の会談を経て、Jリーグは5月の臨時理事会で合意書締結にのっとり、2010年度のチーム継続を前提として4億6500万円の緊急融資枠を決定し、融資条件として東京VFCの株式の全株式をJリーグへ譲渡し経営陣が交代。その上で7月以後リーグ主導で経営再建に乗り出し随時融資を実行し安定した運営ができる方針を固めた。しかし、4億6500万円の緊急融資枠全額は払い込まれなかったという。
2010年3月19日には情報通信大手「ネクシィーズ」が東京Vの過半数の株式取得を検討しているとリリース、6月28日、両社から「交渉は白紙となった」ことが発表された。
2010年6月29日、東京VHDが保有する東京VFC株式約98.8%が、社団法人日本プロサッカーリーグを経て、株式会社ジェイリーグエンタープライズに譲渡 され、東京VFC臨時株主総会で、旧経営陣の辞任と新経営陣の選任が行われ、Jリーグ事務局長の羽生英之が東京VFCの社長に就任した。なお、羽生の周囲には「ここできれいに潰した方が将来的にはJリーグのためになる」と助言する者もいた。
2010年10月29日、Jリーグ臨時理事会でスポーツアカデミーを運営するバディ企画研究所（バディ）を筆頭株主として、映像制作会社のオフィスて・ら、人材派遣会社の山愛 など13者の出資者の決定、加えてスポーツ用品店を展開するゼビオとの間で包括スポンサー契約を結んだことにより2011年度予算8億1500万円確保できたため、2011年以降のクラブ存続が正式に了承された。これを受けて羽生が（社）Jリーグを退職（東京VFCの社長は続投）、バディ社長の鈴木威が東京VFCの会長に就任した。クラブライセンス交付第一審機関（FIB）からは、2013年にクラブ経営上、改善が必要な事項につき「個別通知」が、2014年には経営上の「是正通達」が なされている。
2017年から2年間は、新宗教ワールドメイト教祖の半田晴久（深見東州）率いる法人、国際スポーツ振興協会 (ISPS) とミスズが大口スポンサーとなり多額の資金支援を行った。
2018年12月20日、ゲーム会社のアカツキが東京Vの株式取得（既存株主からの譲受）を発表、2021年シーズンまでのコーポレートパートナー契約を締結した。これにより、東京Vはアカツキの関連会社（持分法非適用）となっている。
2020年12月14日、新型コロナウイルス感染拡大の影響でサッカースクールや入場料収入が大幅な減収となり、2020年度は約6億円、2021年度も4億円近い赤字が予想され、2年間で赤字は10億円近くになるとの見通しが報道された。
その翌日15日には、株主のゼビオが増資に難色を示し、2021年1月末までに運転資金が底をつく可能性が出てきたと再度報道された。
25日に臨時取締役会が開かれ、ゼビオは10年前に購入した新株予約権を行使。東京Vはゼビオの連結子会社になり、羽生英之社長の辞任と、ゼビオホールディングス副社長の中村考昭を社長とする新体制が発表された。
2025年春、ゼビオの増資によって昨年末に債務超過を完済したと発表した。